# لاینل کوکس (دوچرخه‌سوار)
لاینل کوکس (انگلیسی: Lionel Cox; ۵ دسامبر ۱۹۳۰ – ۹ مارس ۲۰۱۰) دوچرخه‌سوار اهل استرالیا بود.
وی در مسابقات کشوری و بین‌المللی در مجموع برندهٔ ۱ مدال طلا، ۱ مدال نقره شده‌است.